# Надія (колійний пост)
Наді́я — колійний пост Одеської дирекції Одеської залізниці на лінії Роздільна I — Подільськ (1425,8 км).
Розташований у селі Петрівка Роздільнянського району Одеської області між станціями Роздільна-Сортувальна (1 км) та Мигаєве (2 км).
На платформі зупиняються приміські поїзди.